# 微技
关键技术研究中心“微技”（羅馬化：BAZOVYY TsENTR KRYTYCHNYKH TEKHNOLOHIY «MIKROTEK», BTsKT «Mikrotek»，直译：国有企业关键技术研究中心“微技”，通常直接简称“微技”）是一家乌克兰国有企业，专门开发综合保护军用履带车辆免受反坦克武器攻击的系统以及制造军事装备模拟器。
1994年10月，根据乌克兰政府下属的乌克兰国家特殊信息和关键技术服务局的决定，以猎户座研究所为班底重组成立。

## 相关词条
- 乌克兰超微技术

## 引文
1. ↑  .   [2024-10-20] （乌克兰语）.
2. ↑  . Mikrotek.   [2024-10-20]. （原始内容存档于2024-08-22）.